# Ignaz Goldziher
Ignácz Goldziher (o Isaac Yehuda Goldziher; Székesfehérvár, 22 giugno 1850 – Budapest, 13 novembre 1921) è stato un linguista e filologo ungherese, eminente specialista di studi islamici e uno dei padri riconosciuti dell'Orientalismo scientifico.

## Biografia

### Formazione intellettuale
Nato nella prima capitale dei re ungheresi, a una cinquantina di chilometri a ovest di Budapest, da una famiglia di religione ebraica praticante, Ignác Goldziher seguì il cursus studiorum classico degli studi ebraici, cominciando la lettura della Bibbia a cinque anni e quella del Talmud a otto. A 12 anni lesse il Kuzari di Yehuda HaLevi e a 13 anni la Guida dei perplessi di Maimonide e fu a quell'età che egli imparò la lingua tedesca. Parallelamente, segue i suoi studi secondari presso i Cistercensi prima di andare a studiare al Liceo Protestante di Budapest.

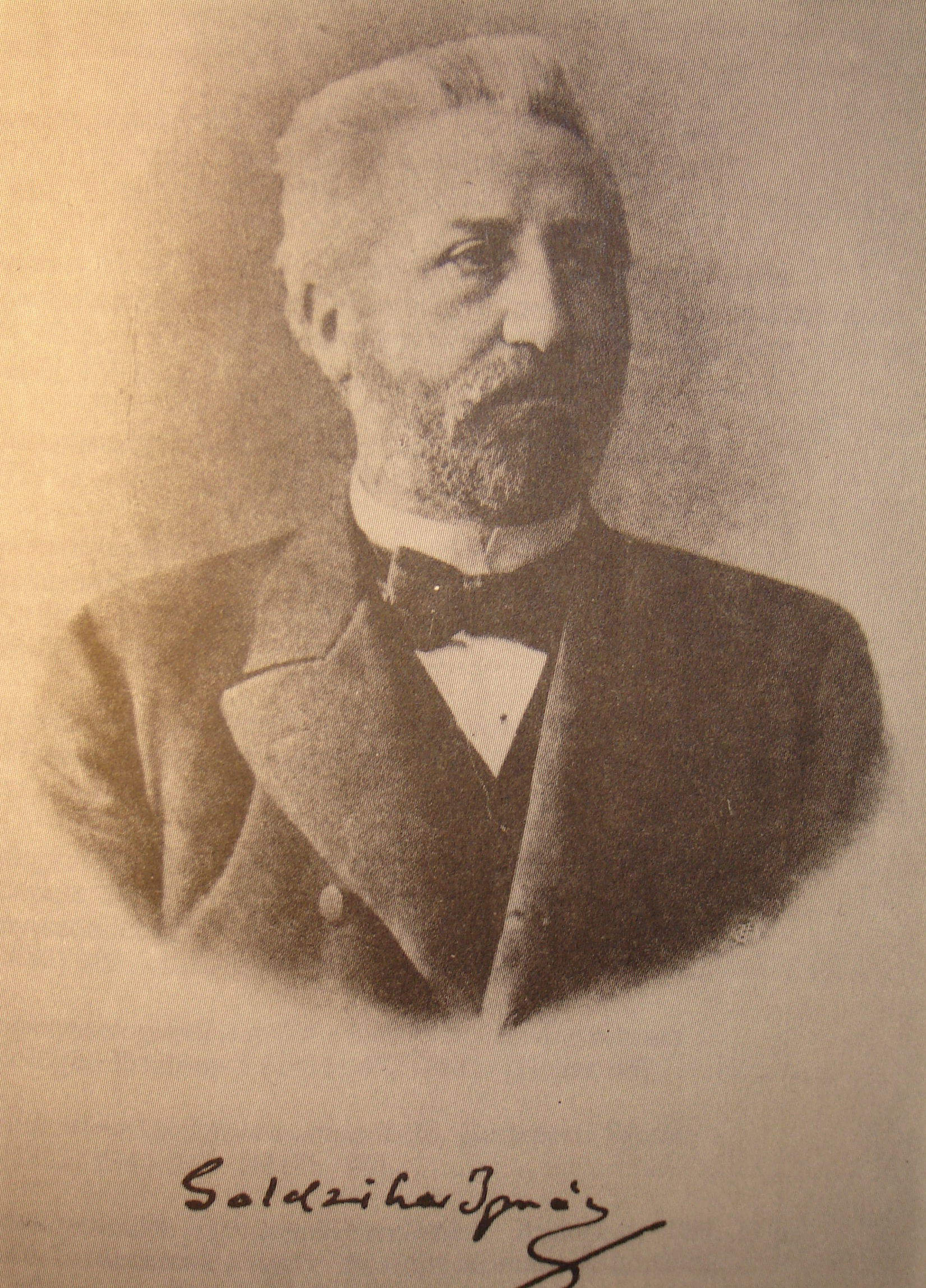
Ignaz Goldziher

Prima ancora di conseguire il suo diploma finale, entrò all'università per cominciare i propri studi di persiano e di turco sotto la guida di Ármin Vámbéry (1832-1913), recandosi poi a Berlino per studiare l'ebraico, il turco, il persiano e l'arabo. Fu influenzato da Friedrich Dieterici (1821-1903) e da Moritz Steinschneider (1816-1907). Si recò quindi a Lipsia dove conseguì la laurea all'età di 20 anni, sotto la direzione di Heinrich Leberecht Fleischer (1801-1888). Suscitò l'attenzione del ministro dell'Istruzione ungherese, il barone József Eötvös, che lo fece nominare privat-dozent (libero docente) all'Università di Pest (che oggi porta il nome del fisico Loránd Eötvös, figlio del ministro): incarico che Goldziher assumerà nel 1872, l'anno dopo la morte del suo mentore, avvenimento che determinerà in senso negativo la sua carriera.
Al fine di prepararsi al concorso a cattedra universitaria, Goldziher si recò infatti a Vienna e a Leida per studiarvi le collezioni dei manoscritti arabi lì conservate. Grazie a una borsa di studio ungherese, effettuò un viaggio in Oriente dall'autunno del 1873 alla primavera del 1874, che lo condusse in Siria, Palestina e al Cairo. Ebbe così modo di riuscire a parlare in quei posti un arabo che egli aveva imparato in maniera decisamente libresca.

### Vita professionale
Tornato dall'Oriente, Goldziher venne però a sapere che la cattedra di Lingue semitiche promessagli era stata affidata a un'altra persona: un sacerdote cattolico, imposto in qualche modo dal locale Episcopato. Egli allora accettò il posto di Segretario Generale della comunità ebraica di Pest, che assunse a partire dal gennaio 1876 e che occuperà per 30 anni. 

Ci si può meravigliare di vedere Goldziher dedicarsi a compiti di routine e contabili per i quali non era inizialmente preparato, mentre a causa delle sue non comuni competenze, gli saranno offerti a più riprese posti universitari che egli invece rifiuterà.
Goldziher si prese cura dei nipotini (i piccoli orfani di sua sorella) e trovò un buon numero di ragioni per rimanere a sopportare quello che egli stesso chiamò il suo martirio, dando prova di contraddittoria umiltà e di precisa consapevolezza dei suoi meriti scientifici.
Goldziher fu invitato ai congressi di Leida (1883), di Vienna (1886) e di Stoccolma (1889), in cui il re di Svezia, Oscar II, lo premiò con una speciale medaglia d'oro per il suo lavoro.